# Недоносков, Владимир Васильевич
Влади́мир Васи́льевич Недоно́сков (20 марта 1877, Саратов — 29 декабря 1916, Саратов) — присяжный поверенный, депутат Государственной думы I созыва от Уральской области.

## Биография
Родился в купеческой семье в городе Саратове. Отец — Василий Васильевич Недоносков (26 февраля 1855—16 сентября 1911), мать — Наталья Хрисанфовна, урождённая Сидорова (1856—1937). Вся большая семья Недоносковых (родители воспитывали 4 сыновей — Владимира, Николая, Павла, Бориса и 3 дочерей — Анну, Ольгу и Марию) проживала в собственном доме, известном до сих пор как «Дом Недоноскова».
По окончании  в 1895 году Саратовской мужской гимназии, проучился три года в институте путей сообщения, а затем перешёл на юридический факультет Петербургского университета. Арестован по политическим мотивам, исключён из университета, отбывал заключение в пересыльной тюрьме. Сумел окончить университет в 1905 году. В начале карьеры помощник присяжного поверенного в округе Московской судебной палаты. Позднее, к 1907 году — присяжный поверенный.
Организует в Уральске Трудовую партию. Редактор газеты «Уралец», основанной также депутатом Думы Н. А. Бородиным и вскоре закрытой за «вредное направление».
15 мая 1906 года избран в Государственную думу I созыва от городского и оседлого сельского населения, не принадлежавшего к числу инородцев и казаков. Вошёл в Трудовую группу. Член финансовой комиссии и комиссии для выработки законопроекта о собраниях. Подписал законопроект «33-х» по агарному вопросу, заявление об образовании местных аграрных комитетов. Выступал по вопросу об отмене смертной казни, о Крестьянском союзе и по вопросу о привлечении депутата Г. К. Ульянова к уголовной ответственности. Относительно военно-полевых судов заявил, что они действуют «на основании мести», в «душе чинов военного ведомства» он усматривал «только мстительную злобу и полное отсутствие понятий нравственности, справедливости и чести». Выступление 13 (26) июня 1906 года на 26-м заседании Думы по запросу министру внутренних дел о нарушениях свободы печати приведено ниже полностью.

Не о нарушении формальностей идёт тут речь, а о систематических покушениях на свободу печати, свободу слова, направленных с целью отрезать Россию от правдивого освещения событий. Ведь фактически эти варварские, нигде непредусмотренные правонарушения восстанавливают в замаскированном виде предварительную цензуру, отменённую первым пунктом временных правил. Доходит до таких открытых погромов, так топтать в грязь идею законности может только министерство с ярлыком «белостокские погромщики». Что министр внутренних дел знал о незаконной конфискации, что эта конфискация делалась с его ведома, подтверждает телеграмма от 9 июня; министр внутренних дел телеграфировал следующее: «7, 8, 9 и 10 июня» - предусмотрительно обозначил как раз число будущего дня - «комитетом конфискованы газеты «Трудовая Россия», «Голос», «Вперёд», «Курьер», «Русский Набат» и «XX Век». Довожу до сведения вашего превосходительства для принятия соответствующих мер. Столыпин».
Действительно в данном случае полнота власти осуществлена без разделения ея с ротмистром Пышкиным. Анархический деспотизм его, осмелившегося здесь к нам взывать о доверии, осмелившегося говорить о законности, обещавшего служить правде, - налицо! И этот запрос, с моей точки зрения, есть обвинительный акт о министре внутренних дел Столыпине. Оправдаться ему нельзя, как бы он смело ни кричал, как бы он сильно не бил себя в грудь, заявляя о своей честности, о своей законности. Одна высокопоставленная особа заявила, что «у них речи, а у нас пулемёты». Я полагаю, что этими словами правительство, которое опирается на штыки, пулемёты и пушки, на грубую физическую силу, не правительство, а, простите меня, шайка погромщиков...(аплодисменты, голоса верно!). Мы должны сказать, что мы смотрим на них, как на преступников, и будем надеяться, что их позорному царству настанет конец, и что, если не мы, то народ справиться с ними (аплодисменты, голоса, шиканье справа).

Могила В. В. Недоноскова вместе с могилами матери, сестры и брата (внешний вид захоронения после 2007 года)

10 июля 1906 года в г. Выборге подписал «Выборгское воззвание». После роспуска Думы арестован, однако был насильственно освобождён населением. 26 августа выступил на митинге в Уральске. Этому событию посвящён очерк Г. Тукая «Праздник свободы в Уральске».
В 1907 году в Кисловодске из ревности смертельно ранил несколькими выстрелами госпожу К. Г. Железнову. Об этом событии В. В. Розанов написал подробный очерк, основанный на непосредственных впечатлениях от случившегося. Суд состоялся через 4 года. Присяжные признали Недоноскова невменяемым и вынесли ему оправдательный приговор. Передан на попечение семьи, как заболевший психическим недугом. В. В. Недоносков похоронен на Воскресенском кладбище в Саратове.

## Семья
В 1919 году все представители мужской половины Недоносковых, проживавшие в Саратове, то есть братья Борис, Павел и Николай с женами и детьми, сменили фамилию на Степные.

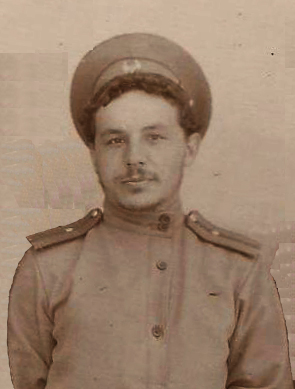
Павел Недоносков, штабс-капитан.

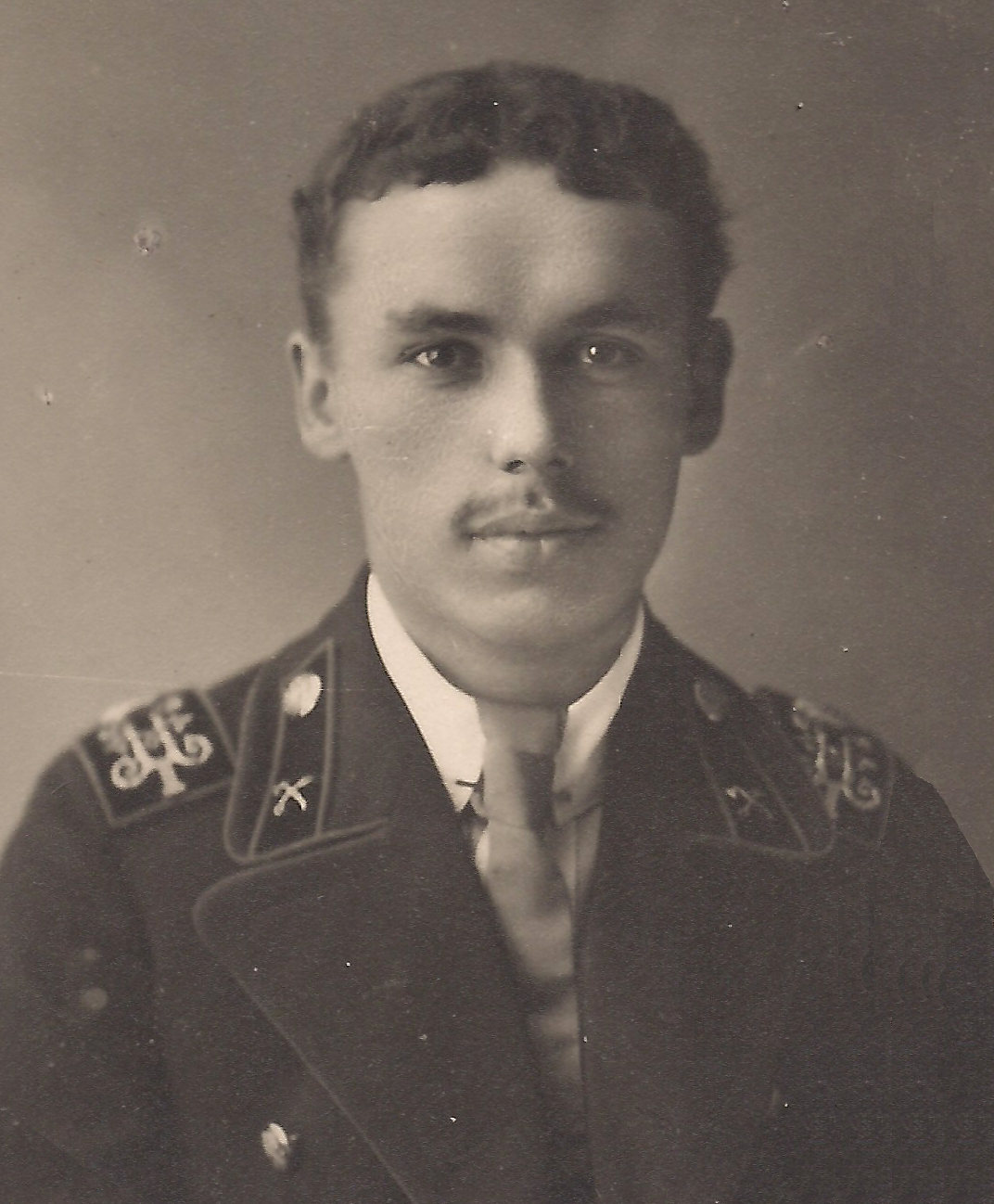
Николай Недоносков, студент-архитектор.

- Сестра — Анна Васильевна (1879—1960), в замужестве Косолапова, муж — Аркадий Аркадьевич Косолапов, компаньён в торговом доме Василия Недоноскова, дочери Татьяна (1907—1985) и Галина (1913—2006).
- Сестра — Ольга Васильевна (1884— ?), в замужестве Морозова, муж — Морозов Владимир Александрович, известный саратовский врач, сын Анатолий (1906—1996).
- Брат — Борис Васильевич Недоносков (Степной) (1886—1938), во время гражданской войны воевал на Туркестанском фронте, жена — Калашникова С. И.
- Сестра — Мария Васильевна (1887— ?), в замужестве Дмитриева, муж — Дмитриев Александр Николаевич, астраханский аптекарь, сын Юрий (1900—1958).
- Брат — Павел Васильевич Недоносков (Степной) (15 января 1889 — 26 марта 1938) — русский офицер, штабс-капитан, участник 1-й Мировой войны, принимал участие в боевых операциях в составе 326-й Белгорайского пехотного полка[19][20]. П. В. Недоносков был награждён орденами Св. Анны 4-й степени с надписью «За храбрость» (1915), Св. Анны 3-й степени с мечами и бантом (1915), Св. Владимира 4-й степени с мечами и бантом (1915), Св. Станислава 3-й степени с мечами и бантом (1915), Св. Станислава 2-й степени с мечами (1916)[21]. 2 декабря 1937 года П. В. Степной был арестован органами НКВД по обвинению в антисоветской пропаганде и агитации, защите «врага народа» Тухачевского М. Н., осуждён 8 декабря 1937 года заседанием судебной тройкой НКВД на 10 лет концлагерей. Умер 26 марта 1938 года в тюрьме Саратовского НКВД. Реабилитирован П. В. Степной был в 1989 году[22]. П. В. Недоносков был женат на Лидии Сергеевне Степной, урождённой Алексеевой (24.07.1893 — 20.05.1973)[23], в браке родилась дочь — Наталья Павловна Степная (04.06.1914 — 22.03.2002)[24].
- Брат — Николай Васильевич Степной (13 ноября 1890—1961), архитектор.
- Жена — Александра Михайловна Юматова, дочь московского купца 2-й гильдии, брак 14 ноября 1903 года[25] в московской церкви Ильи Обыденного.

## Комментарии
1. ↑  В других источниках ошибочно сообщается о происхождении «из крестьян»[3]. В действительности, к купеческому сословию был причислен ещё прадед В. В. Недоноскова — Аким Савельев Недоносков в 1850 году[4].
2. ↑  Перед этим секретарь Государственной Думы зачитал срочное заявление о запросе министру внутренних дел о том, что полиция врывается в типографии, где публикуются редактируемые членами Думы газеты «Трудовая Россия», «Голос». «Вперёд» и раньше времени требует пробные номера, угрожая применить силу.
3. ↑  Ротмистра Пышкина обвиняли в бездействии во время Вологодского погрома. Он упоминался во многих речах в Думе, а имя его стало нарицательным: "Предо  мною встал  реальный  ротмистр  Пышкин   и  Пышкин  как  эмблема" - сказал П. А. Столыпин в своём ответе на запрос Думы 8 июня 1906 г.[12] Реальный ротмистр Пышкин был убит 23 июня (6 июля) 1907 г. двумя выстрелами на улице в Екатеринбурге, куда был переведён из Вологды[13]
4. ↑  Однако по сведениям, исходящим от членов семьи, Недоносков во время убийства действовал в состоянии аффекта, умер от туберкулёза.